# Academia de Bellas Artes de Núremberg
La Academia de Bellas Artes de Núremberg ( en alemán: Akademie der Bildenden Künste Nürnberg ) es una de las academias de arte más antiguas de Europa Central. 

## Historia
Fundada en 1662 en la ciudad alemana de Núremberg, las clases giran en torno a las bellas artes, la escultura, las artes visuales, la pintura, los conceptos artísticos y la educación artística, la orfebrería o la platería, así como recientemente el diseño gráfico. Hay cursos de maestría en arquitectura y urbanismo, así como de arte en los espacios públicos.
La enseñanza se lleva a cabo hoy en un conjunto de pabellones que fueron diseñados por el arquitecto alemán Sep Ruf y que han sido catalogados como monumento histórico. Ubicado a las afueras de la ciudad, el campus de la academia ofrece un ambiente de trabajo intensivo. En la sala de exposiciones y en la galería principal, jóvenes artistas presentan sus trabajos de manera periódica. Además de la ubicación principal en el distrito Zerzabelshof de Núremberg, el centro ha estado utilizando el espacio del histórico castillo imperial de Lauf desde 1985 como una sucursal en la que albergar las clases de educación artística y pedagogía.
La Academia de Bellas Artes de Núremberg está asociada con universidades de arte de Europa Occidental y Oriental —Universidad de Bellas Artes de Hungría, Academia de Bellas Artes de Helsinki, Academia de Bellas Artes Jan Matejko de Cracovia, Universidad de Artes Aplicadas de Viena, Academia de Bellas Artes de Viena, así como centros en Palermo, Riga, Sassari y Urbino— y facilita la estancia de estudiantes para completar sus estudios en el extranjero y, a la vez, la acogida de estudiantes foráneos.

## Profesores destacados
- Herbert Achternbusch
- Peter Angermann
- Ernst von Bandel
- Willem van Bemmel
- Diego Bianconi
- Kathrin Böhm
- Gabriela Dauerer
- Otto Eckmann
- Martin Eder
- Rudolf Koch
- Georg Goldberg
- Johannes Götz
- Carl Haag
- Adolf von Hildebrand
- Karl Jäger
- Friedrich August von Kaulbach
- August von Kreling
- Richard Lindner
- Michael Mathias Prechtl
- Karl Raupp
- Paul Ritter
- August Johann Rösel von Rosenhof
- Sep Ruf
- Jacob von Sandrart
- Diet Sayler
- Juergen Teller
- Georg Philipp Wörlen
- Wolfgang Herrndorf
- Susanne Kühn